# Otomys lacustris
Otomys lacustris là một loài động vật có vú trong họ Chuột, bộ Gặm nhấm. Loài này được G. M. Allen & Loveridge mô tả năm 1933.